# Malistan
Malistan är ett distrikt i Afghanistan. Det ligger i provinsen Ghazni, i den centrala delen av landet, 230 kilometer sydväst om huvudstaden Kabul.
Distriktet beräknades år 2022 ha cirka 96 000 invånare.